# Valeria Richards
Valeria Meghan Richards egy kitalált szereplő a Marvel Comics képregények világából. Franklin Richards húga (bár az időutazások miatt néha idősebb testvérként tűnik fel), szülei Reed Richards és Susan Storm Richards. Első megjelenése alkalmával a Valeria Von Doom nevet használta, fedőnévnek pedig a „Marvel Girl” megszólítást.

## A szereplő életrajza

### A 616-os Földről a 9809-esre és vissza
Valeria a 616-os Földön Susan és Reed második gyermeke, aki a Negatív Zónában fogant és a sugárzás miatt halva született. Bátyja Franklin, a pár első gyermeke húga elvesztése feletti bánatában öntudatlanul átirányította Valeria létezését egy alternatív valóságba, a 9809-es Földre. Abban a valóságban a Láthatatlan első férje, Reed halála után összeházasodott a hősies Fátum Doktorral. Ismeretlen, hogy Valeria ott újjászületett e a másik Susan által, vagy az asszony örökbe fogadta őt a valamiképp. A lány abban a hitben nőtt fel, hogy Victor von Doom az apja. Roma istennő, aki, úgy tűnt, távlati terveket dédelgetett Valeriával kapcsolatban, szemmel tartotta a fiatalt, és gondot fordított, hogy élete kellemes mederben teljen.
Valeria barátai között tudjuk Alysande Stuartot, más néven Caledoniát, aki Roma interdimenzionális rendfenntartóinak egyike volt; a másik valóság Fantasztikus Négyesét és Samantha Dunbart, apja mutáns testőrét.
Ahogy cseperedett különleges mutáns adottságai kezdtek megmutatkozni, Fátum Doktor egy páncélt tervezett lányának, hogy biztosítsa annak testi épségét, Valeria pedig kitalálta magának a Csodalány („Marvel Girl”) kódnevet. Tizenkét éves korában hivatalosan is beiktatták, mint Fátum örökösét a Baxter épület tróntermében. Nem sokkal ezt követően apja, Ben és Johnny nagybácsik világuk épsége érdekében feláldozták az életüket.
Valeria mikor meglátogatta az emlékezetükre emelt szobrot, Alicia Masters munkáját a Hold kék területén, mind a lány, mind pedig Franklin rövid, nem várt kommunikációt folytatott a 616-os Föld Reedjének, Johnnyjának és Benjének visszhangjával.
Ezek után Valeria – valószínűleg véletlenül – áttáncolta magát az időben és a térben a 616-os Földre és sorozatos kalandok után találkozott az ottani Fantasztikus Négyessel.

### A Marvel fő eseménysodrában
Első megjelenése alkalmával Valeria a semmiből materializálódott a Fantasztikus Négyes főhadiszállásán, mint a jövőből érkezett Victor von Doom és Susan Storm gyermeke. A Négyest megzavarta az esemény, a Láthatatlant sokkolta a „tény”, hogy esetleg a jövőben frigyre léphet Fátummal amiből közös gyermek jön a világra, és a lány elfutott anyja elutasítása elől.
Órákon át bolyongott az utcákon, míg bele nem csöppent egy Amazon kontra Titánia kontra Szivacsember kontra rendőrség küzdelembe, amit megpróbált leállítani, míg aztán befutott a Fantasztikus négyes is, akik számára a kis Valeria hasznos segítségnek bizonyult. A kezdeti konfliktusok után Susan befogadta a lányt, Val így több küldetésben segítette őket, míg szembekerült Fátum Doktorral is, ezzel a fiatalabb, gonosz változatával annak az embernek, akit az apjának hitt.
Jelenléte ebben az idősávban egészen addig tartott, míg Franklin kozmikus hatalmai ki nem merültek. Ekkor Valeria visszatért, még meg nem született sejt alakjába Sue méhén belül.

## Különleges képességei
Valeria képes blokkolni bátyja, Franklin valóság-manipuláló hatalmát. Át tud táncolni az időben, mind a múltba, mind a jövőbe. Erőterek manipulálásával láthatatlan erőmezőt húzhat maga köré, a réteg szakítószilárdságát és szövetét tetszése szerint változtatva. Ütéseinek erősségét is képes megnövelni. Édesapjától nagyszerű intelligenciát örökölt: Reed állítása szerint a kislány kétéves korára már vele fog sakkozni.

### Felszerelése
Különleges öve segítségével képes láthatatlanná válni. Páncélzata a Fátum doktor által is használt vértezethez hasonlóan működik.